# Elko Park
Elko Park är en park i Kanada.   Den ligger i provinsen British Columbia, i den södra delen av landet, 3 000 km väster om huvudstaden Ottawa. Elko Park ligger 920 meter över havet.
Terrängen runt Elko Park är varierad. Trakten runt Elko Park är nära nog obefolkad, med mindre än två invånare per kvadratkilometer..
I omgivningarna runt Elko Park växer i huvudsak barrskog.